# Eliseo Quintanilla
Eliseo Antonio Quintanilla Ortíz (Santa Tecla, 5 de fevereiro de 1983) é um futebolista salvadorenho.
Se destacou com a camisa do Águila, equipe onde jogou entre 2001 e 2002 (50 jogos, 18 gols) e entre 2008 e 2009 (11 jogos, seis gols).
Ainda teve passagens por FAS, D.C. United (onde jogou pouco, devido às lesões que sofrera), Alianza, San Salvador FC, Alajuelense, Ermis Aradippou (primeira equipe europeia que defendeu), Correcaminos e Luis Ángel Firpo. Atualmente, Quintanilla defende o Municipal da Guatemala.
Pela Seleção Salvadorenha de Futebol, Cheyo atua desde 2000. Até a partida contra Cuba, disputou 56 partidas e marcou 16 gols pelos Cuscatlecos.